# Synchiropus springeri
Synchiropus springeri és una espècie de peix de la família dels cal·lionímids i de l'ordre dels perciformes.

## Morfologia
- Els mascles poden assolir 1,8 cm de longitud total.[4]

## Hàbitat
És un peix marí, de clima tropical i demersal que viu fins als 0-20 m de fondària.

## Distribució geogràfica
Es troba a Fiji.

## Observacions
És inofensiu per als humans.